# Robert Grant
Robert Grant, född 17 juni 1814, död 24 oktober 1894, var en skotsk astronom.
Grant, som blev professor och direktör för observatoriet i Glasgow 1863, utgav History of physical astronomy (1852), som bland annat innehåller en utmärkt framställning av den celesta mekanikens utveckling under 1700-talet. Han tilldelades Royal Astronomical Societys guldmedalj 1856.